# Jan Długosz (taternik)
Jan Długosz (ur. 12 lipca 1929 w Warszawie, zm. 2 lipca 1962 w Tatrach) – polski taternik, alpinista i literat.

## Życiorys

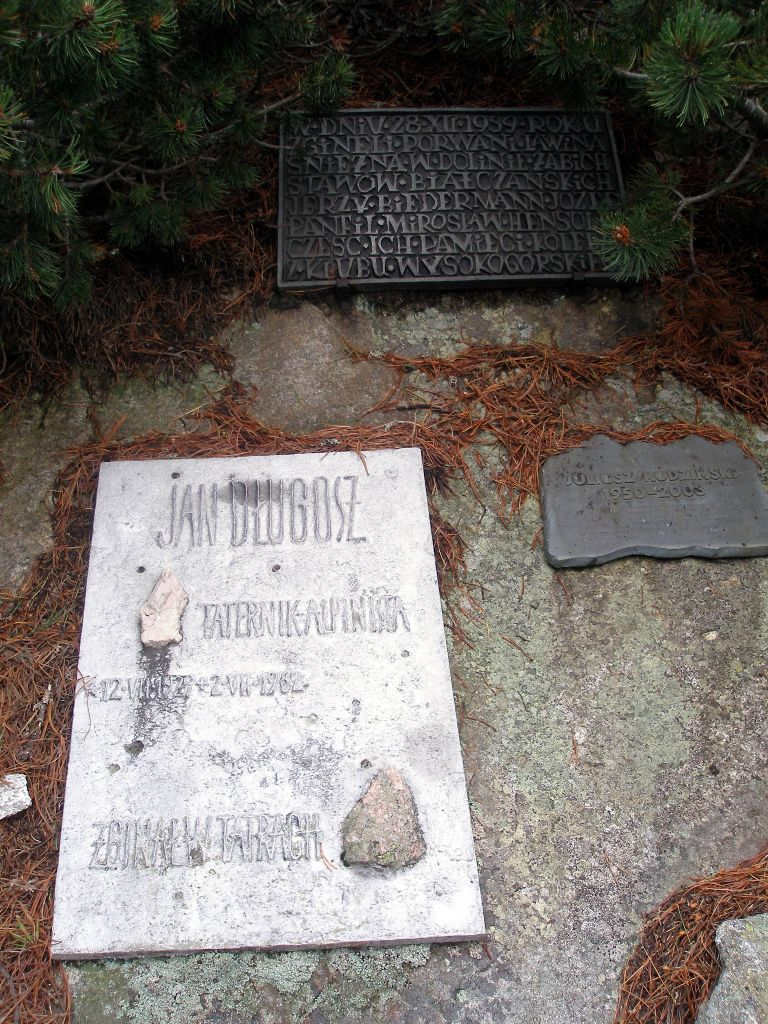
Tablica upamiętniająca Jana Długosza na Symbolicznym Cmentarzu Ofiar Tatr pod Osterwą

Jeden z najwybitniejszych polskich wspinaczy, trwale związany ze środowiskiem krakowskim (od młodości mieszkał w Krakowie). Lista wytyczonych przez niego nowych dróg i pierwszych przejść jest dość długa, ale znaczenie jego wspinaczek polega przede wszystkim na spowodowaniu przełomu jakościowego w świadomości polskich taterników.
Jan Długosz zginął 2 lipca 1962 wskutek upadku z grani Zadniego Kościelca w Tatrach Wysokich, kiedy kontrolował kursy wspinaczkowe na łatwej drodze. Był to kurs dla żołnierzy powietrznodesantowców (z 16-tki Kraków). Przechodził z rejonu ćwiczeń drugiej kompanii do rejonu trzeciej.
Pochowany został na Cmentarzu Zasłużonych na Pęksowym Brzyzku (sektor P-III-50 i 51). Pomysłodawcą nagrobka był partner od liny, architekt z zawodu – Jerzy Pilitowski, który zdecydował, by zamiast pomnika w miejscu pochówku postawić ważący ponad trzy tony kamień, pochodzący z moreny Morskiego Oka – miejsca, w którym zwykł odpoczywać po wspinaczce. Po ustawieniu tego głazu przez kilka dni górale w odświętnych strojach pełnili przy nim wartę.

## Osiągnięcia wspinaczkowe
Do jego najwybitniejszych osiągnięć tatrzańskich należą: pierwsze wejście lewą stroną północno-wschodniej ściany Kazalnicy Mięguszowieckiej (19–21 lipca 1955 r., z Czesławem Momatiukiem) i pierwsze wejście środkiem wschodniej ściany Mnicha (12–13 października 1955 r., tzw. Wariantem R, z Andrzejem Pietschem). Zimą nowej taktyki i rozmachu wymagało dokonane przez Długosza pierwsze zimowe wejście północno-wschodnią ścianą Kazalnicy (6–8 marca 1957 r., z Czesławem Momatiukiem, Andrzejem Pietschem i Marianem Własińskim), poprzedzone pierwszym kompletnym zimowym przejściem najdłuższej formacji ścianowej Tatr Polskich, filara Mięguszowieckiego Szczytu Wielkiego (28–31 marca 1956 r., z Andrzejem Pietschem), dokonanym bez przerw.
Dodatkowe znaczenie miało to, że w trakcie tych przejść Długosz i partnerzy (zwłaszcza Momatiuk) wprowadzali w Tatry nowatorskie techniki i taktykę, uznawane czasem za kontrowersyjne, lecz wówczas niezbędne dla postępu. Osadzali nity (kilkanaście na Kazalnicy oraz wywiercili 3 otwory na nity w gładkiej płycie na Mnichu latem 1955 r. – później już tej techniki Długosz zaniechał), stosowali słynne haki specjalne, tzw. „jedynki” (znane od 1955 r. także w słowackiej części Tatr, ale opatentowane wiele lat potem na Zachodzie przez strony trzecie), zaś zimą 1957 r. na Kazalnicy zastosowali poręczowanie.
Długosz wspinał się także w Alpach (1957, 1960, 1961), Kaukazie (1958, 1959) oraz w Pirinie (zimą 1958). Przełomem w skali kraju oraz postrzegania możliwości polskich wspinaczy przez nacje alpejskie było 7. powtórzenie zachodniej ściany Petit Dru (z Momatiukiem i Stanisławem Bielem w dniach 31 lipca – 2 sierpnia 1957 r.) – ściany, która wśród alpinistów ma rangę wręcz symboliczną. Jeszcze szerszym echem zagranicznym odbił się udział Długosza w pierwszym przejściu środkowego filara Frêney w południowych urwiskach Mont Blanc (27–29 sierpnia 1961 r.) w zespole z Brytyjczykami Christianem Boningtonem, Ianem Cloughem i Don Whillansem. Filar ten przedtem odparł ataki najlepszych alpinistów francuskich i włoskich i był areną bardzo głośnej tragedii – fakt, że w ostatecznym rozwiązaniu tak trudnego i skupiającego uwagę mediów alpejskiego problemu uczestniczył Polak, zdarzył się po raz pierwszy w historii polskiego alpinizmu i ośmielił Polaków do atakowania pierwszorzędnych problemów w Alpach i górach wyższych.

## Udział w życiu społecznym

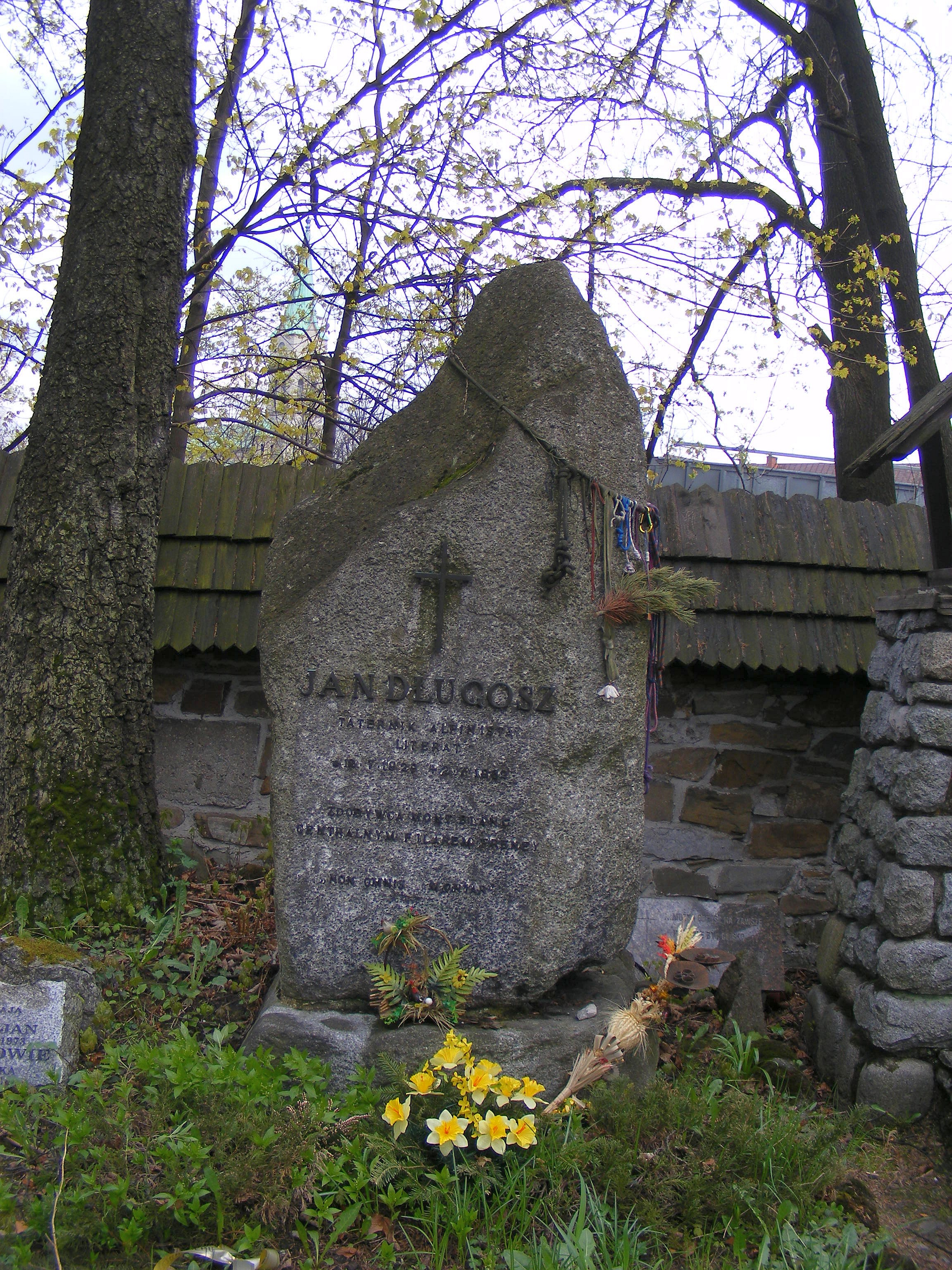
Grób Jana Długosza

W środowisku wspinaczkowym nosił popularne przezwisko Palant, które z czasem (o ile pisane wielką literą) nabrało wręcz charyzmatycznego wydźwięku, a Długosz stał się jedną z najbardziej legendarnych postaci taternickich w historii (obok poprzedników tej miary co Mieczysław Świerz, Wincenty Birkenmajer czy Wiesław Stanisławski).
Znaczenie miała też jego obfita publicystyka alpinistyczna w prasie fachowej i przede wszystkim w prasie popularnej – co Długosz robił na nieznaną dotąd w kraju skalę (zwłaszcza w warunkach powojennych). Był w pewnym sensie pierwszym w Polsce alpinistą-zawodowcem, który uczynił ze wspinania i jego popularyzacji swój „pełny etat”.
Udzielał się organizacyjnie w życiu Klubu Wysokogórskiego, szkoleniach, był też ratownikiem górskim (ratownictwu i wypadkom w górach poświęcił m.in. bardzo znane opowiadanie pt. Kto woła pomocy, I publ. 1958). Stał się jednym z głównych prekursorów i kierowników wspinaczkowych szkoleń żołnierzy (w trakcie kontroli takiego szkolenia zginął). Mawiano też, że był ostatnim z pokolenia wspinaczy, którzy chodzenie po górach w pełni łączyli ze zżyciem się z góralami i ich pasterskim obyczajem – starzy górale uważali go w pełni za swojego (a po jego śmierci nad jego grobem zaciągnęli honorową wartę). W jednym z opowiadań Długosz umieścił długie cytaty pisane gwarą (W dymie watry, znane było ze słyszenia jeszcze za jego życia, opublikowane zostało dopiero w 1994 r.).
Był wielkim indywidualistą. Miał tendencje do popadania w konflikty, także z Klubem Wysokogórskim. Został dwukrotnie zawieszony w prawach członka Klubu za samotne wspinaczki. Mimo swego uporu i charyzmy doceniany był jednak wielokrotnie, czego wyrazem była powierzona mu przez władze klubowe funkcja przewodniczącego Komisji Sportowej, którą pełnił jako członek Zarządu Głównego Klubu Wysokogórskiego w latach 1956–1958.
Długosz miał również długofalowy pozawspinaczkowy wpływ na środowisko taternickie poprzez piosenki (zarówno te układane, jak i przynoszone od Słowaków), happeningi, opowieści, styl zachowań oraz otwarcie na środowisko filmowe i kabaretowe (od 1956 r. przez kilka lat współpracował z „Piwnicą pod Baranami”, wprowadzony tam przez przyjaciela i partnera wczesnych wspinaczek Jerzego Pilitowskiego).
Był autorem scenariusza filmu dokumentalnego pt. Zamarła Turnia, ukończonego już po jego śmierci (reż. Sergiusz Sprudin, 1962), przedtem grał też główną rolę (wraz z Pilitowskim) w mniej znanym filmie taternickim Bronisława Pindelskiego pt. Na Śnieżnej Grani (1954).
Śmierć Długosza była szokiem w środowisku wspinaczkowym i dlatego snuto najróżniejsze domysły na temat jego wypadku. Najczęściej mówiono, że było to zaplanowane samobójstwo – ze względu na nieprzystosowanie społeczne oraz z powodu występujących często w jego utworach wątków fatalistycznych. Najprawdopodobniej jednak przyczyną śmierci było poślizgnięcie lub urwanie stopnia na łatwej, ale eksponowanej Grani Kościelców – w dniu jego śmierci w Tatrach panowała zła, mglista pogoda i w wielu miejscach zalegał śnieg, który spadł poprzedniej nocy (zjawisko rzadkie, ale występujące w Tatrach latem). Takie warunki atmosferyczne opisane są w książeczce Filar Kazalnicy Janusza Kurczaba, można je także potwierdzić w archiwum Oddziału IMGW w Krakowie (dane z obserwatorium na Kasprowym Wierchu).

## Lista wspinaczek Długosza
- Wykaz ważniejszych wspinaczek Długosza (ok. 60 pozycji) znajduje się w „Taterniku” nr 3, 1967, s. 114–115 (zob. bibliografia poniżej).

### Pozycje wydane i wznawiane współcześnie
- 1994 – Komin Pokutników (zbiór opowiadań alpinistycznych), wyd. I pełne, nowe opracowanie na podstawie maszynopisów i materiałów autora, z komentarzem historyczno-edytorskim Ewy Dereń i Grzegorza Głazka. Wyd. „Text”, Warszawa 1994, Utwory zebrane cz. 1, ISBN 83-86144-01-7, stron 281 (komentarze od s. 203, z bibliografiami), rysunki ścian, faksymile Długosza, wkładki (bez paginacji): fot. cz.-b., fot. kolor i mapki, format 22,5 × 16 cm
- 1994 – Komin Pokutników (zbiór opowiadań alpinistycznych), opisane jako wyd. III, poprawione. Wyd. „Prószyński i S-ka”, Warszawa 1994, ISBN 83-85661-25-5, seria „Obieżyswiat”, s. 254 (zgodne z wersją z 1964, bez wstępu z 1964, s. 253–254 dodano słowniczek), fotografie przedruk. z 1964, format 20 × 12,5 cm
- 1994 – Flirt z Czarną Panią (zbiór opowiadań tatrzańskich i wspinaczkowych), wyd. I, z komentarzem Ewy Dereń. Wyd. „Text”, Warszawa 1994, [Utwory zebrane cz. 2?], ISBN 83-86144-05-X, stron 94 (komentarze od s. 75), wkładki (bez paginacji): fot. cz.-b. i fot. kolor, format 22,5 × 16 cm
- 1995 – Komin Pokutników (zbiór opowiadań alpinistycznych), wyd. II pełne z komentarzem historyczno-edytorskim Ewy Dereń i Grzegorza Głazka. Wyd. „Ati”, Kraków 1995, Utwory zebrane tom 1, ISBN 83-86219-14-9, stron 295 (komentarze od s. 213, z bibliografiami), rysunki, mapki, faksymile, wkładki (bez paginacji): fot. cz.-b., format 20,5 × 14,5 cm
- 1995 – Flirt z Czarną Panią (zbiór opowiadań tatrzańskich i wspinaczkowych), wyd. II, z komentarzem Ewy Dereń. Wyd. „Ati”, Kraków 1995, Utwory zebrane tom 2, ISBN 83-86219-15-7, stron 112 (komentarze od s. 91), wkładki (bez paginacji): fot. cz.-b., format 20,5 × 14,5 cm
- 1995 – Wywiad z Yeti (zbiór opowiadań, piosenek, artykułów, scenariuszy i mniejszych utworów o tematyce okołowspinaczkowej i kabaretowej), wyd. I, z komentarzem Ewy Dereń. Wyd. „Ati”, Kraków 1995, Utwory zebrane tom 3, ISBN 83-86219-16-5, stron 375 (komentarze od s. 313), wkładki (bez paginacji): fot. cz.-b., format 20,5 × 14,5 cm
- 2008 – Komin Pokutników (zbiór opowiadań alpinistycznych), wyd. III pełne z komentarzem historycznym i notą edytorską Ewy Dereń. Wyd. „Iskry”, Warszawa 2008, ISBN 978-83-244-0070-6, stron 365 (komentarze od s. 263, z bibliografiami), fot. cz.-b., format 170 × 245 cm